# FK Kazanka Moscou
Maillots
Actualités
Le Kazanka Moscou (russe : «Казанка» Москва) est un club de football russe de Moscou en activité entre 2008 et 2014 puis de 2017 à 2022. Il s'agît du club-école du Lokomotiv Moscou.

## Histoire
Une équipe réserve du Lokomotiv Moscou existait déjà par le passé, d'abord sous la forme du Lokomotiv-d dans les années 1990 puis du Lokomotiv-2 au début des années 2000.
Sous sa forme actuelle, le club est fondé en 2008, reprenant le nom Lokomotiv-2. Il intègre la quatrième division la même année, dont il est immédiatement promu à l'issue de la saison. Il évolue par la suite cinq ans en troisième division avant d'être dissous à l'issue de la saison 2013-2014.
En août 2016, le directeur sportif du Lokomotiv Igor Korneïev annonce la recréation du club, qui fait son retour en troisième division pour la saison 2017-2018,. Il est dans un premier temps décidé de renommer le club Lokomotiv-Kazanka, avant que celui-ci ne soit finalement inscrit sous le nom Kazanka,. Arrivé troisième à l'issue de la saison, le club se voit proposer la promotion administrative en deuxième division pour remplacer l'Anji Makhatchkala, repêché en première division. Cette offre est finalement refusée par le président du Lokomotiv Moscou, estimant qu'évoluer à ce niveau ne soit pas adapté à l'objectif de formation du Kazanka.
Les années qui suivent voient le club continuer d'évoluer au troisième échelon, arrivant notamment second en 2019 avant de chuter dans le milieu de classement. Au terme de la saison 2021-2022, la direction du Lokomotiv Moscou annonce la dissolution du Kazanka, arguant de l'inefficacité de celle-ci dans la formation de ses jeunes joueurs par-rapport à son coût financier.

## Bilan sportif

### Classements en championnat
La frise ci-dessous résume les classements successifs du club en championnat de Russie depuis 2008.

### Bilan par saison
| Saison    | Championnat  | Championnat  | Championnat  | Championnat  | Championnat  | Championnat  | Championnat  | Championnat  | Championnat  | Championnat  | Coupe de Russie     |
| Saison    | Division     | Pos          | Pts          | J            | V            | N            | D            | BP           | BC           | Diff         | Coupe de Russie     |
| --------- | ------------ | ------------ | ------------ | ------------ | ------------ | ------------ | ------------ | ------------ | ------------ | ------------ | ------------------- |
| 2008      | 4e Moscou A  | 3e           | 65           | 30           | 21           | 2            | 7            | 86           | 33           | +53          | —                   |
| 2009      | 3e Ouest     | 5e           | 58           | 36           | 16           | 10           | 10           | 62           | 38           | +24          | —                   |
| 2010      | 3e Ouest     | 3e           | 60           | 32           | 17           | 9            | 6            | 49           | 29           | +20          | 256es de finale     |
| 2011-2012 | 3e Ouest     | 5e           | 81           | 45           | 24           | 9            | 12           | 72           | 44           | +28          | 64es de finale      |
| 2011-2012 | 3e Ouest     | 5e           | 81           | 45           | 24           | 9            | 12           | 72           | 44           | +28          | 64es de finale      |
| 2012-2013 | 3e Ouest     | 7e           | 40           | 26           | 11           | 7            | 8            | 36           | 26           | +10          | Seizièmes de finale |
| 2013-2014 | 3e Ouest     | 9e           | 45           | 32           | 11           | 12           | 9            | 49           | 40           | +9           | 128es de finale     |
| 2015-2016 | Club inactif | Club inactif | Club inactif | Club inactif | Club inactif | Club inactif | Club inactif | Club inactif | Club inactif | Club inactif | Club inactif        |
| 2017-2018 | 3e Ouest     | 3e           | 52           | 26           | 16           | 4            | 6            | 50           | 23           | +27          | —                   |
| 2018-2019 | 3e Ouest     | 2e           | 52           | 24           | 16           | 4            | 4            | 53           | 27           | +26          | —                   |
| 2019-2020 | 3e Ouest     | 10e          | 17           | 16           | 4            | 5            | 7            | 26           | 27           | -1           | —                   |
| 2020-2021 | 3e Groupe 2  | 6e           | 48           | 30           | 13           | 9            | 8            | 52           | 39           | +13          | —                   |
| 2021-2022 | 3e Groupe 2  | 12e          | 13           | 22           | 2            | 7            | 13           | 13           | 32           | -19          | —                   |

Légende
- Promotion en division supérieure
- Relégation en division inférieure

## Entraîneurs
La liste suivante présente les différents entraîneurs du club depuis 2009.
- Ievgueni Kharlatchiov (2009-2011)
- Vladimir Kazakov (en) (janvier 2012-octobre 2012)
- Vladimir Voltchek (octobre 2012-août 2013)
- Sergueï Polstianov (en) (août 2013-juillet 2014)
- Denis Kliouïev (en) (mai 2017-juin 2019)
- Aleksandr Katassonov (en) (juillet 2019-septembre 2019)
- Aleksandr Grichine (en) (septembre 2019-janvier 2020)
- Ilshat Faïzouline (janvier 2020-mars 2021)
- Andrei Fyodorov (mars 2021-juin 2022)